# Santa-Maria-di-Lota
Santa-Maria-di-Lota település Franciaországban, Haute-Corse megyében. Lakosainak száma 1970 fő (2022. január 1.). Santa-Maria-di-Lota Brando, Farinole, Olmeta-di-Capocorso és San-Martino-di-Lota községekkel határos.

## Népesség
A település népessége az elmúlt években az alábbi módon változott:
| Lakosok száma | 987  | 1566 | 1826 | 1938 | 1909 | 1717 | 1722 | 1888 | 1971 | 1970 |
|               | 1968 | 1982 | 1990 | 2006 | 2013 | 2015 | 2017 | 2019 | 2020 | 2022 |